# Mikael Forssell
Mikael Kaj "Miklu" Forssell, född 15 mars 1981 i Steinfurt, Västtyskland, är en finländssvensk före detta fotbollsspelare som har avslutat sin karriär i finländska Helsingfors IFK. Tidigare har Forssell spelat för bland annat moderklubben HJK Helsingfors, Chelsea, Birmingham City, Leeds United och Hannover 96. 
Forssell ansågs tidigt vara ett stort löfte och värvades redan som 17-åring till Chelsea. Han hade dock svårt att ta en ordinarie plats och var utlånad i flera omgångar, bland annat till Crystal Palace och Birmingham City, som han senare också flyttade till på permanent basis. Forssell har varit knäskadad flera gånger och efter ett par starka säsonger för Birmingham fick han lämna klubben. Därefter följde en tre års sejour i tyska Hannover 96. 

## Klubbkarriär
Forssell anses vara en av de mest talangfulla finländska fotbollsspelarna genom tiderna. Han gjorde sin Tipsligan-debut för HJK Helsingfors vid den låga åldern 16 år.
Forssell gjorde sin internationella debut för Finland 1999, och var ordinarie spelare för sitt land under de kommande 15 åren. Han spelade i 87 landskamper för sitt Finland och gjorde 29 mål, vilket gjorde honom till Finlands sjätte mest spelade spelare och den näst meste målskytten.
Forssell började sin professionella karriär 1997 för HJK Helsingfors, efter att ha gått vidare via lagets ungdomslag, men han var bara kvar i klubben en enda säsong och gjorde 17 ligamatcher, innan han flyttade till England för att gå med i Chelsea FC 1998. 

### Chelsea FC
Hans skicklighet som målgörare för Finlands ungdomslag gjorde honom till ett tänbart byte för en mängd av Europas toppklubbar, och 1998 blev den 17-årige anfallaren snappad av Chelsea, som vid den tiden leddes av Gianluca Vialli. Forssell gjorde sin debut som avbytare i en ligamatch mot Arsenal i januari 1999 och sedan, tre dagar senare, ordnade Forssell sin första framgång för klubben, när han gjorde två mål mot Oxford United i FA-cupen. Hans första ligamål kom tre veckor senare, när han gjorde mål mot Nottingham Forest. Men när Chelsea värvade Chris Sutton för 10 miljoner pund, lånades Forssell ut två gånger till Crystal Palace FC i den dåvarande första divisionen och gjorde 16 ligamål på drygt 50 matcher.
Forssell hade svårt att hitta en plats i Chelseas första lag med Gianfranco Zola, Jimmy Floyd Hasselbaink, Tore Andre Flo och Eiður Guðjohnsen, som alla var före honom i hackordningen. Efter att först ha imponerat på den nya managern Claudio Ranieri, han hade gjort mål i fyra matcher i rad, skickades han ut på lån igen och hade perioder i Borussia Mönchengladbach i tyska Bundesliga och två gånger till Birmingham City i Premier League. Forssell gjorde sju Bundesliga-mål för Mönchengladbach våren 2003 och sedan 17 Premier League-mål för Birmingham säsongen 2003–04 (fler ligamål än någon annan Chelsea-spelare), då han var divisionens femte mest målskytt. Han utsågs till månadens spelare i Premier League för mars 2004, en månad då han gjorde två mål i en 4–1-seger mot Leeds United. 
Forssell återvände till Birmingham på lån för säsongen 2004–2005, men ådrog sig den andra allvarliga knäskadan i sin karriär. Han återvände till Chelsea för att återhämta sig och gjorde enstaka framträdanden för Chelsea den säsongen, när han spelade mot Bayern München i Champions League och i den senaste hemmamatchen, mot Charlton Athletic, när Chelsea firade att de vunnit sin första toppklasstitel på 50 år.

### Hannover 96
I maj 2008, efter klubbens nedflyttning från Premier League, undertecknade Forssell ett avtal om att ansluta sig till Hannover 96 på en fri transfer när hans Birmingham-kontrakt löpte ut i slutet av juni. Hans kontrakt med Hannover löpte ut i slutet av säsongen 2010–2011.

### Leeds United
Forssell var free agent när han skrev på för Leeds i september 2011. Säsongen blev misslyckad. På 15 ligamatcher gjorde han inte ett enda mål. I maj 2012 meddelade Leeds United att klubben inte tänkte förlänga Forssells kontrakt. Han vände då hem till HJK där han spelade två säsonger innan det var dags för ett nytt utlandsäventyr, med VfL Bochum i tyska andradivisionen. Han erbjöds förlängning efter en säsong i Tyskland, men valde istället, i oktober 2012, att åter flytta hem till Finland för en tredje sejour med HJK.

## Privatliv
Forssells storasyster, Christina Forssell, har också varit fotbollsspelare och har spelat för HJK Helsingfors och Finland. 23 augusti 2013 gifte Mikael Forssell sig med Metti Lukkarila De har dottern Lilia, född i maj 2014,  och sonen Lucas Mikael, född i augusti 2016.